# 达尼埃尔·普罗丹
达尼埃尔·普罗丹（羅馬尼亞語：Daniel Prodan，1972年3月23日—2016年11月16日），罗马尼亚男子足球运动员，司职后卫。他曾代表罗马尼亚国家队参加1994年国际足联世界杯，结果队伍止步八强。